# ترمینال سرعت
ترمینال سرعت (Terminal Velocity) فیلمی آمریکایی ساخته شده در سال ۱۹۹۴ است و بازیگرانی چون جیمز گاندولفینی و چارلی شین در آن نقش بازی کرده‌اند. کارگردان این فیلم دران سارافین است.